# Dadapayam
Dadapayam is een bestuurslaag in het regentschap Semarang van de provincie Midden-Java, Indonesië. Dadapayam telt 4063 inwoners (volkstelling 2010).